# 徐玉華
徐玉華（1983年3月2日—），中國女子柔道運動員，出生地為山东省滨州市。

## 生涯
徐玉華在1995年開始於業餘體育學校參與柔道訓練，教練張忠秀。兩年後，她轉至北京體育大學參與訓練，柴玲為她的教練。1999年間，她成為國家隊一員，傳國義為她當時的教練，現時是柴玲。
在徐玉華入選國家隊後的一年，她取得世界青年錦標賽中女子63公斤級小項的季軍。2002年，她在全國冠軍賽中最終排名第三。翌年，她在長沙舉行的五城會中奪得一面柔道項目的金牌。
2006年，徐玉華於全國錦標賽中成為冠軍得主。隨後的全國冠軍賽中，她在女子63公斤級小項決賽中不敵對手，得到第二。同年的世界杯中，她取得第三。而在12月的多哈亞運中，她在柔道項目的女子63公斤級小項決賽中以一本戰勝南韓對手孔慈英，摘下了當天中國隊所奪得的(4面)其中一面金牌。